# The Bongos

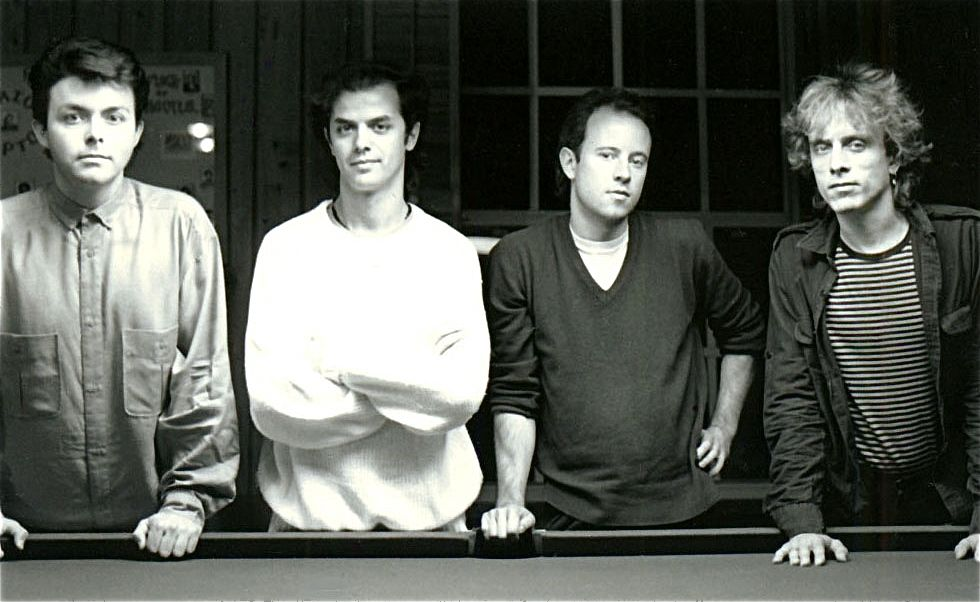
The Bongos um 1985 in den Compass Point Studios, Bahamas. Foto: Emil Schult

The Bongos sind eine Power-Pop-Band der 1980er Jahre aus Hoboken (New Jersey). Seit 2006 treten sie sporadisch wieder auf.

## Geschichte
Die Bongos entstanden aus der Band „a“, zu der Richard Barone (Gitarre, Gesang), Rob Norris (Bass), Frank Giannini (Schlagzeug) und Glenn Morrow (Gitarre, Gesang, Saxofon, Keyboards) gehörten. Ohne Morrow, der andere Projekte hatte, machten die Bongos als Trio 1980 ihre ersten Aufnahmen. Nach dem ersten Album kam James Mastro (Gitarre) als viertes Bandmitglied dazu.
Die Band trat in Hoboken und New York City auf und ging zunächst in Europa, dann in den Staaten auf Tour. Ihr erstes Album, Drums Along the Hudson (1982), erhielt gute Kritiken. Die Single Mambo Sun, ein T. Rex-Cover, erreichte Platz 22 der Billboard Dance Charts.
1987 löste sich die Band nach weiteren Veröffentlichungen und vielen Konzerten auf, die einzelnen Bandmitglieder begannen Soloprojekte oder spielten in anderen Bands.
2006 kamen die drei ursprünglichen Mitglieder der Bongos wieder zusammen, um Bonusmaterial für eine Neuausgabe von Drums Along the Hudson zusammenzustellen, die dann 2007 erschien. Mit von der Partie war ihr langjähriger Fan Moby. Bei vereinzelten Auftritten kam 2007 auch der vierte Mann wieder dazu. Seitdem trat die Band sporadisch immer wieder auf.
2007 veröffentlichte Richard Barone seine Erinnerungen Frontman: Surviving the Rock Star Myth. 2013 erschien das Album Phantom Train, vor dessen Fertigstellung die Band sich 1987 getrennt hatte.

## Diskografie
- 1980: The Bongos (EP, Fetish Records)
- 1982: Drums Along the Hudson (PVC Records; 2007 bei Cooking Vinyl und 2014 bei Jem Records neu aufgelegt)
- 1982: Time and the River (Fetish Records)
- 1983: Numbers With Wings (EP, RCA Records)
- 1985: Beat Hotel (RCA Records)
- 2013: Phantom Train (Jem Records)